# خوسيه أنتوني توريس
خوسيه ماريو أنتوني توريس (بالإسبانية: José Anthony Torres) (مواليد 27 أغسطس 1972 في بنما) لاعب كرة قدم بنمي دولي يجيد اللعب في خط الدفاع . يلعب حاليا لصالح نادي سبورتنغ سان ميخويليتو البنمي من سنة 2010 .

## روابط خارجية
- خوسيه أنتوني توريس على موقع الاتحاد الدولي (مؤرشف)  (الإنجليزية)
- خوسيه أنتوني توريس على موقع إي إس بي إن إف سي (الإنجليزية)
- خوسيه أنتوني توريس على موقع قاعدة بيانات كرة القدم.إي يو (الإنجليزية)
- خوسيه أنتوني توريس على موقع ناشيونال فوتبول تيمز (الإنجليزية)
- خوسيه أنتوني توريس على موقع Soccerway.com (الإنجليزية)
- خوسيه أنتوني توريس على موقع عالم كرة القدم.نت (الإنجليزية)